# Grand Theft Auto: London, 1969
Grand Theft Auto Mission Pack #1: London, 1969 és una expansió pel videojoc Grand Theft Auto. GTA: London 1969 va ser llançat el 1999 per PC i Playstation. Utilitza el mateix motor de videojoc que el Grand Theft Auto, i per això els gràfics són molt similars, com també el sistema de joc i la jugabilitat. Com tots els GTA, aquesta expansió està dividida en subseccions amb seqüències cinematogràfiques entre elles.

## Temàtica
Com el nom indica, el videojoc se situa a Londres, l'any 1969. El jugador, un cop més, pren el paper d'un criminal que busca la manera d'arribar a ser el líder del crim organitzat. L'aspecte de temps ha sigut explotat mitjançant nombroses referències de tipus cultural i històric, fins i tot l'aparició d'un personatge com James Bond i l'ús de l'argot de l'època. Els diàlegs del joc inclouen línies memorables com "Oy, stop right there!", "You're nicked!" i "You're brown bread!". Com en la Londres real, els vehicles circulen per l'esquerra.

## Especulacions
Es rumoreja que l'acció de Grand Theft Auto IV es desenvoluparà a Londres, ja que per la forma en la qual Rockstar Games fa servir per a escollir les ciutats on transcorren els seus jocs, és molt probable que després d'usar Liberty City, Vice City i Sant Andreas, que eren els barris de Grand Theft Auto, comenci a usar els llocs de l'expansió.

## Videojocs relacionats
A més d'aquesta expansió, existeix una altra que es relaciona amb aquesta sobre London 1969, i duu per nom Grand Theft Auto London, 1961. Es pot descarregar gratuïtament de la pàgina oficial de GTA: London, 1969.
- Grand Theft Auto (el videojoc)
- GTA: London 1961